# Le Plan-de-la-Tour
Le Plan-de-la-Tour es una población y comuna francesa, que se encuentra en la región de Provenza-Alpes-Costa Azul, departamento de Var, en el distrito de Draguignan y cantón de Grimaud.

## Demografía
| 820 | 1036 | 1260 | 1448 | 1991 | 2380 |
| Para los censos de 1962 a 1999 la población legal corresponde a la población sin duplicidades (Fuente: INSEE [Consultar]) |      |      |      |      |      |